# Rezonantna fluorescencija
Rezonantna fluorescencija je fotoluminescencija u kojoj pobudno zračenje odgovara frekvenciji, odnosno valnoj duljini za prijelaz iz osnovnog u pobuđeno stanje, a emisija se zbiva s istom frekvencijom. Poznata linija živinih para od 253,7 nm jest primjer rezonantne fluorescencije. Ta emisija može biti također pobuđena elektronima energije 4,9 eV ili više. U smjesama monoatomnih plinova mogu biti ispunjeni uvjeti fotoluminescencije u kojoj se apsorpcija pobudnog zračenja prenosi s prve na drugu tvar koja emitira zračenje. Svojstven primjer je fluorescencija talija u smjesama talijevih i živinih para osvijetljenih zračenjem žive od 253,7 nm. 

## Fotoluminescencija
Fotoluminiscencija je vrsta luminescencije koja nastaje kao posljedica obasjavanja određenih kemijskih tvari svjetlošću svih valnih duljina. J. W. Goethe i Thomas Johann Seebeck (1770. – 1831.) izlagali su 1792. uzorak Cascariolovog kamena (barijev sulfid) svjetlu koje je prošlo kroz optičku prizmu i time postigli prva važnija zapažanja ove vrste luminescencije. Oni su opazili posebno jaku emisiju kada je taj kamen bio postavljen izvan vidljivog dijela spektra, na strani ljubičastog zračenja. J. W. Ritter našao je 1801. da je ova pojava pobuđena nevidljivim, ultraljubičastim zračenjem koje je padalo na kamen. Time je i otkrio ultraljubičasto zračenje. Učinak se vidio i na nekim drugim luminescentnim tvarima. Gotovo u isto vrijeme bilo je pomoću luminescencije otkriveno nevidljivo infracrveno zračenje. Tada su J. W. Ritter i T. J. Seebeck ustanovili da infracrveno zračenje smanjuje fosforescentnu emisiju. Kasnije je pronađeno da je to svojstveno samo za neke tvari i za pobudno zračenje nekih valnih duljina. Sa zračenjem drugih valnih duljina i drugih tvari dobiva se stimulirani učinak. Primijećeno gašenje emisije pobuđeno infracrvenim zračenjem tumači se činjenicom da to zračenje pretvara (konvertira) potencijalnu emisijsku energiju u toplinu umjesto u svjetlost.